# 역전층

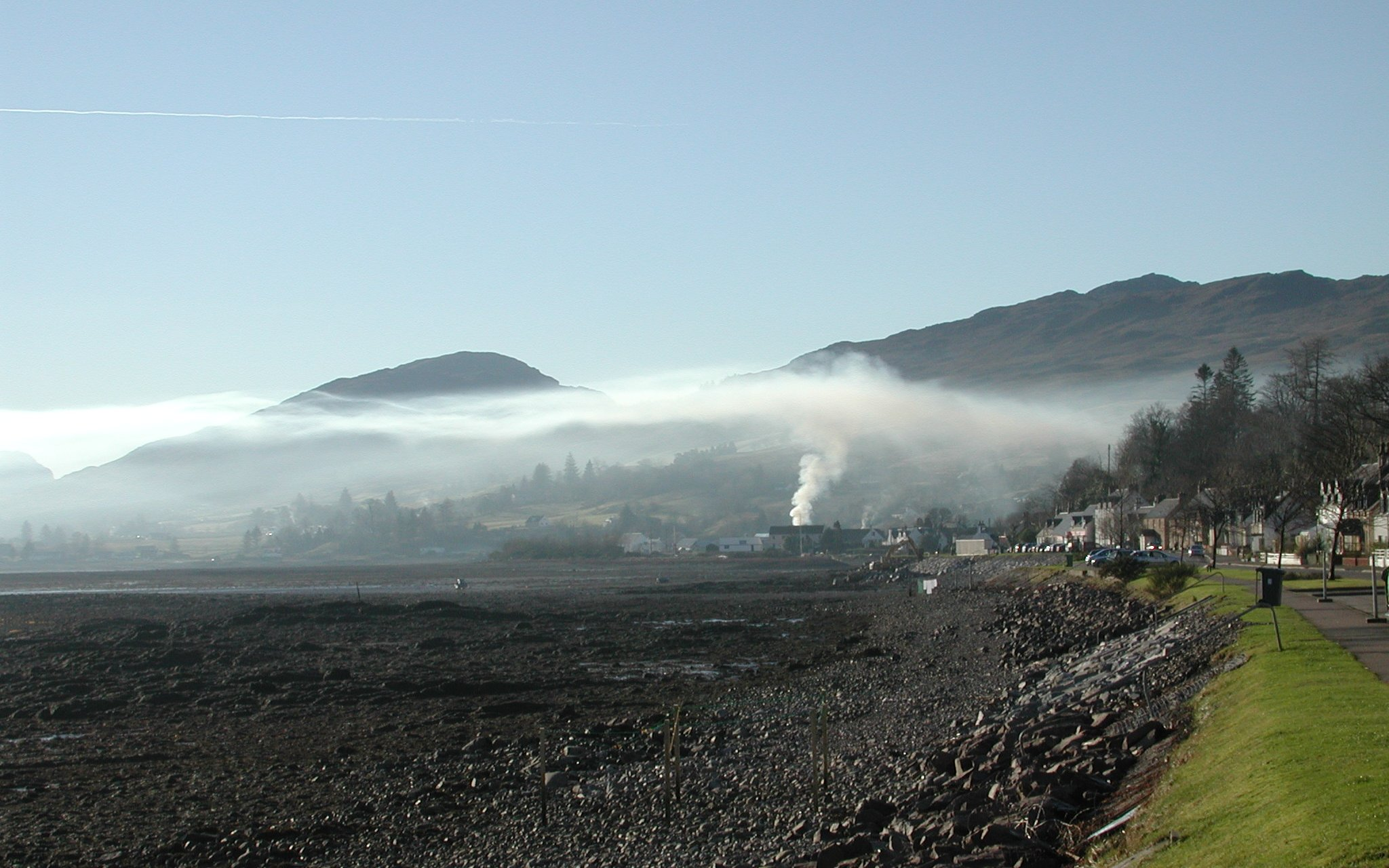

역전층(逆轉層) 또는 기온 역전층(氣溫逆轉層)은 찬 공기 위에 더운 공기가 겹쳐 있는 경계면을 말한다. 기온은 위쪽으로 올라갈수록 낮아지는데 기온 역전층의 경우는 반대로 높아지는 경우이다. 이와 같이 기온역전층이 생기면, 공기는 상하의 이동이 느려지기 때문에 아래층에 먼지나 수분이 모여 안개 혹은 스모그가 발생한다. 보통은 짧은 시간 동안 그리고 제한된 범위로 나타나며, 기온역전은 대기를 안정시키기 때문에 공기의 수직적인 이동을 방해하여 강수의 가능성을 감소시킨다. 또한 도시에서는 공장의 오염 물질이나 차량의 배기 가스가 자연적으로 상층 확산되는 것을 제한하는 공기 정체 상황을 만들기 때문에 대기오염을 가중시키는 원인이 되기도 한다.

## 내용
대류권에서는 일반적으로 고도가 높아질수록 도달하는 지구복사에너지의 양이 감소하여 높이에 따라 기온이 6.50°C/km의 비로 낮아지게 된다. 따라서 상층의 기온은 낮고, 하층의 기온이 높아 연직운동(대류)이 활발하게 일어날 수 있다. 하지만 몇몇 경우에는 고도가 높아짐에 따라서 오히려 기온이 높아지는 구간이 관측되는데, 이 구간은 일반적인 기온 분포와는 반대의 분포를 보이기 때문에 역전층이라고 한다. 역전층에서는 하층의 기온이 낮고 상층의 기온이 높아 밀도차이로 인해 공기의 연직운동이 일어나지 않는 안정한 층이 형성되게 되고 대류나 확산 운동 등이 제한되게 된다. 따라서 역전층에서는 그 층을 경계로 하여 수증기나 먼지 등의 양이 달라지는 수가 많다. 만약 역전층에서 대기 오염물질이 생성되면 지속적으로 머무르게 되어 스모그 현상 등의 대기 오염이 나타나게 된다. 역전층의 종류는 생성 원인에 따라 침강 역전층, 복사 역전층, 이류 역전층, 전선 역전층 등으로 나뉜다.

## 종류

### 침강 역전층 (沈降逆轉層, subsidence inversion layer)
고기압권의 지상에서는 공기가 발산하여 주위로 유출되기 때문에 상층에서는 공기가 침강한다. 이 하강하는 공기가 단열 압축되어 그 아래쪽의 층보다도 따뜻한 공기층을 만들게 되는데, 이를 침강 역전층이라고 한다. 지표면 근처에서 일어나는 다른 기온역전들과는 달리 침강역전(subsidence inversions)은 상부에서 발생하는 현상으로, 보통 고기압 조건과 연관되는데, 고기압은 아열대 지역의 연중 특징이며 겨울철 북반구 대류의 특징이다. 침강역전은 보통 저층의 난기류가 하강기류를 방해할 때 발생하며 때로는 수천m에 이를 정도로 아주 두껍다.

### 복사 역전층. (輻射逆轉層, radiation inversion layer)
태양이 진 동안 지표면은 지구복사에너지를 계속해서 방출하기 때문에 지표의 온도가 낮아지게 되면서 만들어진 역전층을 복사 역전층 이라고 한다. 복사 역전층이 만들어질 때에는 지표의 온도가 급격히 낮아지게 되어 안개가 종종 발생한다. 가장 쉽게 볼 수 있는 기온역전으로 춥고 긴 겨울 밤 하늘이 맑고 평온하여 지표가 급격하게 장파 복사를 방출할 때 발생한다. 복사 역전은 고위도 지역일수록 잘 발생한다.

### 이류 역전층. (移流逆轉層, advection inversion layer)
차가운 지표상에 외부에서 따뜻한 공기가 흘러 들어왔을 때, 하층의 기온이 상층의 기온보다 낮은 경우 이류에 의해 발생하는 역전층을 이류 역전층 이라고 한다. 이러한 조건은 해안 지역에서 차가운 바다 위로 바람이 불어와서 발생한다. 이류역전은 연중 어느 시기에나 상대적으로 찬 수면 위로 바람이 불어올 때 발생하는데, 보통은 밤의 짧은 시간에 나타난다.

### 전선 역전층. (前線逆轉層, frontal inversion layer)
전선의 존재로 인해 고온의 기단은 상층에, 저온의 기단은 하층에 자리하여 발생하는 역전층을 전선 역전층 이라고 한다. 전선을 따라서 발생하는 역전층이기 때문에 전선이 정체하면 대기 오염은 심해진다.

### 분지냉각
분지의 기온역전은 차가운 공기가 주변 산 사면을 따라 하강하여 분지의 바닥에 고이게 되어 발생한다. 중위도 일부 지역에서 잘 발생하며 분지 냉각 역전(cold-drainage inversions)이라고 부른다.

## 같이 보기
- 연무질
- 미세먼지